# Existenz
Existenz  (skrivs i marknadsföringen eXistenZ) är en kanadensisk psykologisk thriller/science fiction-film regisserad av David Cronenberg från 1999. Huvudrollerna spelas av Jennifer Jason Leigh och Jude Law.
András Hámori och Robert Lantos (två producenter av filmen, båda med ungerskt ursprung) sade i en intervju att de avsiktligt gömde en ordlek i titeln: "isten" är ordet för "Gud" på ungerska.

## Handling
Allegra Geller (Jennifer Jason Leigh) är den största speldesignern i världen. Hon testar sitt senaste virtual reality-spel, "eXistenZ" på en fokusgrupp i en stor sal. Spelet är helt omslutande; för att spela måste spelaren plugga in en "pod", en bio-organisk spelenhet i en "bio-port" längst ned på ryggraden.
När de börjar blir Geller attackerad av en lönnmördare beväpnad med en bisarr organisk pistol. Fruktad av andra lönnmördare flyr hon med marknadsföringspraktikanten Ted Pikul (Jude Law), som plötsligt utses till hennes livvakt. Tyvärr blir hennes pod, som innehåller den enda kopian av spelet eXistenZ, förstörd av en beundrare som heter Gas (Willem Dafoe). För att inspektera skadan övertalar hon en motvillig Pikul att skaffa en "bio-port" på sin egen kropp, så att han kan spela spelet med henne. Resultatet leder paret på ett märkligt äventyr där det blir omöjligt att se om deras agerande är deras egna eller om det kommer från spelet. Och till slut vad som är verklighet och spel.

## Rollista
- Jennifer Jason Leigh som Allegra Geller
- Jude Law som Ted Pikul
- Ian Holm som Kiri Vinokur
- Willem Dafoe som Gas
- Don McKellar som Yevgeny Nourish
- Callum Keith Rennie som Hugo Carlaw
- Christopher Eccleston som the Seminare-ledare